# Stenoninereis martini
Stenoninereis martini är en ringmaskart som beskrevs av Elise Wesenberg-Lund 1958. Stenoninereis martini ingår i släktet Stenoninereis och familjen Nereididae.
Artens utbredningsområde är Mexikanska golfen. Inga underarter finns listade i Catalogue of Life.